# Scolymia lacera
Scolymia lacera är en korallart som först beskrevs av Peter Simon Pallas 1766.  Scolymia lacera ingår i släktet Scolymia och familjen Mussidae. IUCN kategoriserar arten globalt som livskraftig. Inga underarter finns listade i Catalogue of Life.